# Felipe González Morales
Felipe González Morales (* vor 1990) ist ein chilenischer Rechtswissenschaftler und Menschenrechtsexperte. Er ist seit 2017 UN-Sonderberichterstatter für die Menschenrechte von Migranten.

## Ausbildung
González Morales erwarb einen Bachelor in Rechts- und Sozialwissenschaften an der Universidad de Chile, einen Master in Internationalem Recht an der American University in Washington, D.C. und in weiterführenden Menschenrechtsstudien an der Universität Carlos III in Madrid. Im Anschluss promovierte er an derselben Universität in Rechtswissenschaften.

## Karriere
González Morales ist Professor für internationales Recht an der Universität Diego Portales in Santiago de Chile, wo er auch Masterkurse über internationales Menschenrecht leitet. Daneben ist er auch Mitglied der juristischen Fakultät an der American University in Washington, D.C.

## Sonstige Aufgaben
2007 wurde González Morales durch die Generalversammlung der Organisation Amerikanischer Staaten (OAS) zum Mitglied der Interamerikanischen Kommission für Menschenrechte (IACHR) gewählt, 2011 wurde er für eine zweite vierjährige Amtszeit bestätigt. Von 2008 bis 2015 war er IACHR-Berichterstatter für die Situation von Migranten. vom März 2010 bis März 2011 war er Präsident der Kommission.
Im Juni 2017 wurde Felipe González Morales als Nachfolger des Kanadiers François Crépeau vom UN-Menschenrechtsrat als UN-Sonderberichterstatter zu den Menschenrechten von Migranten bestimmt. Das Mandat wurde im Juni 2020 um weitere drei Jahre verlängert. Während seinem Amtszeit führte er mehrere Länderbesuche durch, darunter nach Polen und Belarus, Bosnien und Herzegowina, Ungarn, Niger und Nepal.

## Veröffentlichungen (Auswahl)
- mit Renato Zerbini Ribeiro Leão: Derecho a la salud de mujeres migrantes: el enfoque de dos organismos de Naciones Unidas REMHU Revista Interdisciplinar da Mobilidade Humana 30(66):191-206, 2022 doi:10.1590/1980-85852503880006611
- Jill Alpes, Emergency returns by IOM from Libya and Niger EUNOMÍA Revista en Cultura de la Legalidad, 2021 doi:10.20318/eunomia.2021.6367
- Multilateralism, Migration and Human Rights: Before and after the Global Compact for Safe, Orderly and Regular Migration, 2020, 28(60):187-204, 2020 doi:10.1590/1980-85852503880006011